# چهلمین دوره کتاب سال جمهوری اسلامی ایران
مراسم چهلمین دوره کتاب سال جمهوری اسلامی ایران در بهمن ۱۴۰۱ برگزار شد. برگزیدگان و شایستگان تقدیر چهلمین جایزه کتاب سال و سی‌اُمین جایزه جهانی کتاب سال جمهوری اسلامی ایران چهارشنبه ۱۹ بهمن ۱۴۰۱ در مراسمی با حضور رئیس‌جمهور معرفی شدند.

## برگزیدگان
دین
- موسوعه ابی‌طالب (علیه‌السلام)، تألیف گروه مؤلفان،  تصحیح گروه محققان

## زبان
گروه زبان‌های باستانی
- فرهنگ زبان پهلوی (پهلوی‌فارسی‌انگلیسی)، تألیف یدالله منصوری
- ریاضیات تصادفی، تألیف عین‌الله پاشا

## علوم کاربردی
علوم پزشکی
- کتاب مرجع مراقبت‌های ویژه، تألیف کیوان گوهری‌مقدم و امیر واحدیان عظیمی، با همکاری گروه مؤلفان
- بارداری و زایمان، تألیف گروهی از مؤلفان، سرویراستار: معصومه سیمبر، ویراستاران: سهیلا نظرپور، سیما نظرپور و فرزانه رشیدی فکاری
- قرن‌های بی‌زمان: درآمدی تحلیلی معرفت‌شناختی بر منطق‌الطیر عطار، تألیف مهدی محبتی
- کلیات اشرف مازندرانی (۱۰۳۷۱۱۲۰ ق)، تألیف محمدسعید بن محمدصالح، تصحیح و تحقیق هومن یوسفدهی
تاریخ و جغرافیا
مستندنگاری
- سازمان سیاسی بهائیت ۱۹۷۹۱۸۹۲‏‫، تألیف حمیدرضا اسماعیلی‬

## کودک و نوجوان
علوم و فنون
- خزندگان ایران: با محوریت گونه‌های نسبتاً فراوان، بومزاد، تهدیدشده، تألیف هادی فهیمی، ناهید احمدی، ویراستاران علمی: باربد صفایی‌مهرو، هانیه غفاری

## منتخب بخش سپاس
موسوعه العلامه الشیخ التسخیری، تدوین و تحقیق: المعهد العالی للدراسات التقریبیه، التابع للمجمع العالمی للتقریب بین المذاهب‌الاسلامی، مقدمه: حمید شهریاری